# Temesgen Buru
Temesgen Mebrahtu Buru (Mek'ele, 16 november 1994) is een Ethiopisch wielrenner die in 2016 reed voor Burgos BH.

## Carrière
In 2015 behaalde Buru met zijn landgenoten Kibrom Giday, Getachew Atsbha en Tsgabu Grmay brons op het onderdeel ploegentijdrit op de Afrikaanse kampioenschappen wielrennen.
In 2016 stond hij na de vierde etappe van de Tropicale Amissa Bongo aan de leiding in het bergklassement. De leiderstrui die hieraan verbonden was raakte hij een dag later kwijt aan Patrick Byukusenge. In november van dat jaar werd hij zevende in het eindklassement van de Ronde van Rwanda.
In februari 2017 werd Buru vierde in de door Willie Smit gewonnen wegwedstrijd tijdens de Afrikaanse kampioenschappen. In juni was Tsgabu Grmay één seconde sneller in het nationale kampioenschap tijdrijden.

## Ploegen
- 2016 –  Burgos BH

Buru · Cubero · del Pino · López · Martín · Merino · Riutort · Robredo · Salas · Solé · Torres